# Tiefenmesser

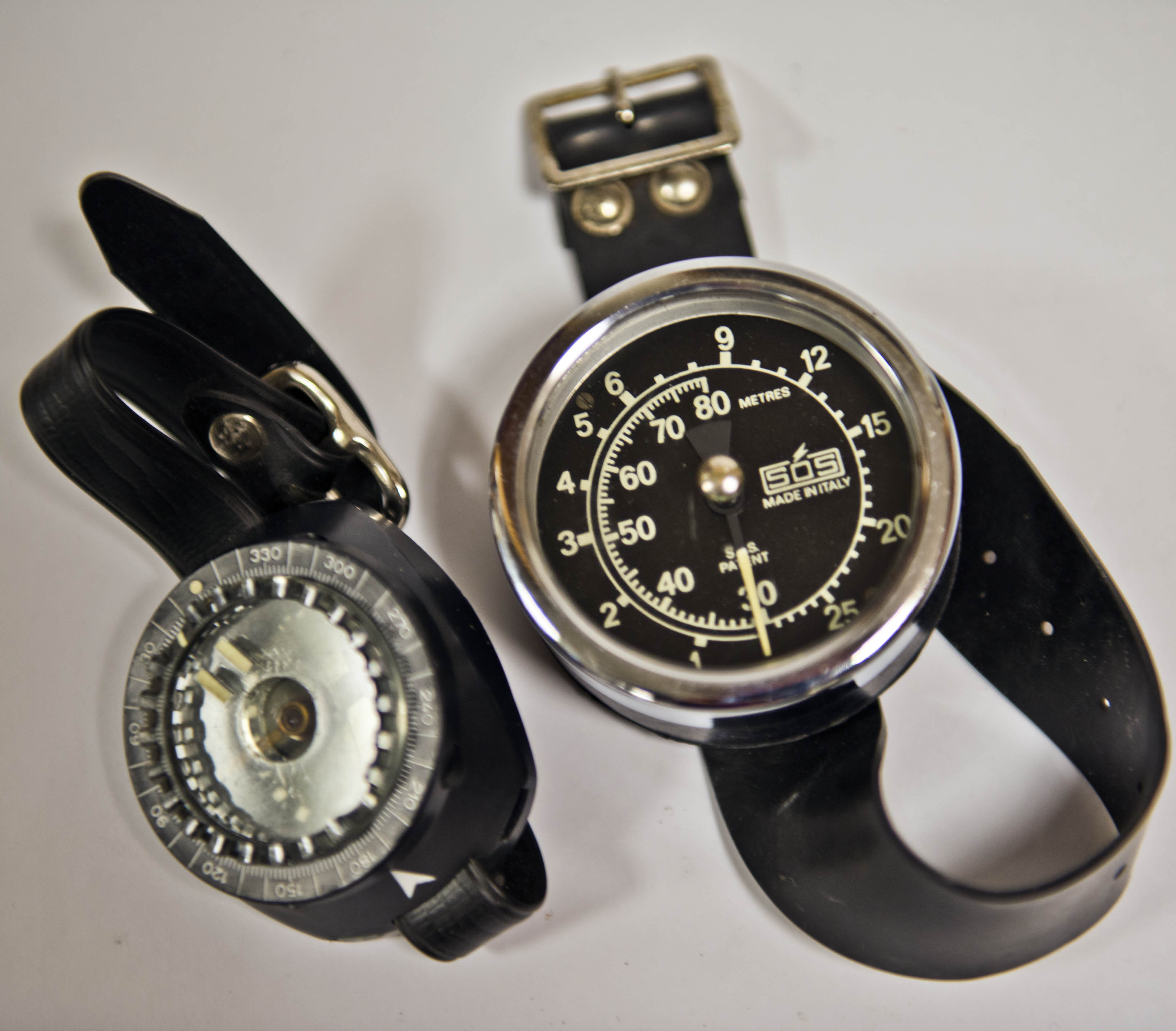
Klassischer Tiefenmesser für Taucher, 0–80 m

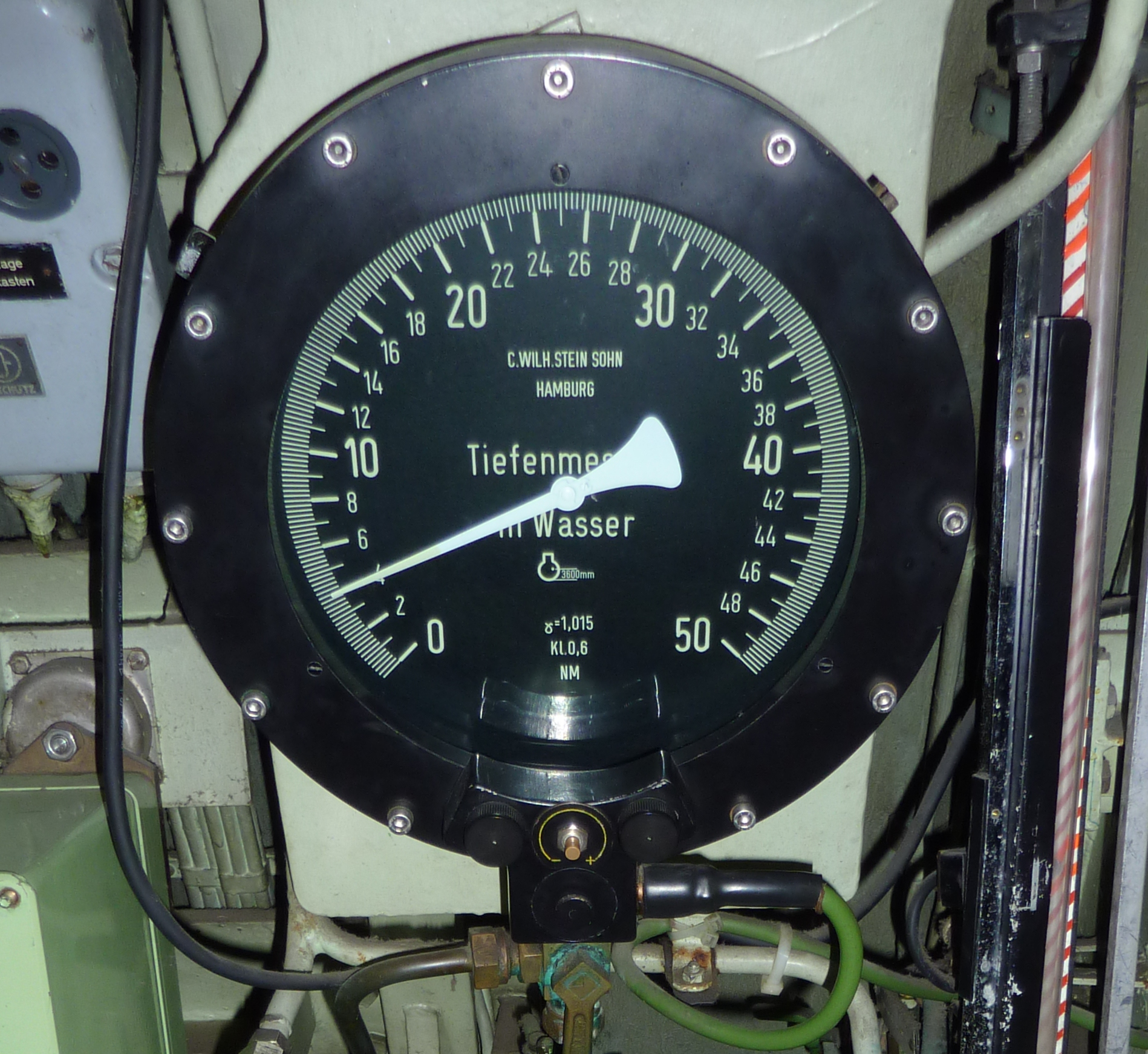
Tiefenmesser in einem U-Boot der Klasse 205

Der Tiefenmesser ist ein Druckmessgerät (Manometer) zur Ermittlung der momentanen Tiefe unter Wasser im Verhältnis zur Oberfläche des Gewässers (Tauchtiefe). Der Tiefenmesser ist ein wichtiger Teil der Tauchausrüstung und zeigt dem Taucher seine aktuelle und meistens auch seine maximale Tauchtiefe an. In U-Booten wird er ebenfalls eingesetzt, um bei Tauchfahrt die Tiefenlage des Bootes zu ermitteln.
Im Gegensatz dazu wird zur Messung der Wassertiefe im Sinne der Messung der Entfernung zum Gewässergrund in der Schifffahrt ein Lot, ein Sonar oder eine andere Form der Echoortung verwendet, während in der Bathymetrie auch optische Verfahren, wie z. B. Laserscanning zum Einsatz kommen.

## Funktionsweise
Weil mit zunehmender Wassertiefe der Umgebungsdruck zunimmt (1 bar auf 10 m), kann durch Messung desselben der Druckunterschied zur Wasseroberfläche und somit die genaue Tauchtiefe ermittelt werden.

## Bauformen

### Boyle-Mariottescher Tiefenmesser
Der Boyle-Mariottesche Tiefenmesser besteht aus einem kreisförmig gebogenen, einseitig offenen Glasröhrchen. Er besitzt keine beweglichen Teile. Beim Tauchen dringt das Wasser in das Röhrchen ein und komprimiert je nach Tauchtiefe die darin befindliche Luft. Der Rand der Luftblase im Röhrchen zeigt an einer Skala die Tiefe an. Im Tiefenbereich bis 10 m zeigt dieser Tiefenmesser recht genau an. Weil sich der Druck in diesem Bereich von 1 auf 2 bar verdoppelt, steht die Hälfte der Skala dafür zur Verfügung. In größeren Tiefen wird die Anzeige immer ungenauer. Die maximale Tauchtiefe lässt sich mit diesem Tiefenmesser nicht festhalten.

Bourdon-Rohr

### Rohrtiefenmesser
Der Rohrfedertiefenmesser besteht aus einer gebogenen Röhre aus federndem Metall, dem Bourdon-Rohr, auf das der Wasserdruck je nach Bauart des Tiefenmessers von innen oder von außen einwirkt. Wenn der Druck zunimmt, streckt sich das Röhrchen; wenn er abnimmt, nimmt es die ursprüngliche Krümmung wieder ein. Diese Bewegung wird auf einen Zeiger übertragen, der mit einem Schleppzeiger die maximal erreichte Tauchtiefe markieren kann. Die Genauigkeit der Anzeige ist gut.

### Membrantiefenmesser
Beim Membrantiefenmesser wirkt der Wasserdruck auf eine flexible Metalldose, die bei steigendem Wasserdruck immer mehr zusammengepresst wird. Die Bewegung der Membran wird ebenfalls auf einen Zeiger und ggf. Schleppzeiger übertragen. Vom Messprinzip ähnelt diese Bauform dem Dosenbarometer. Die Genauigkeit der Anzeige ist sehr gut.

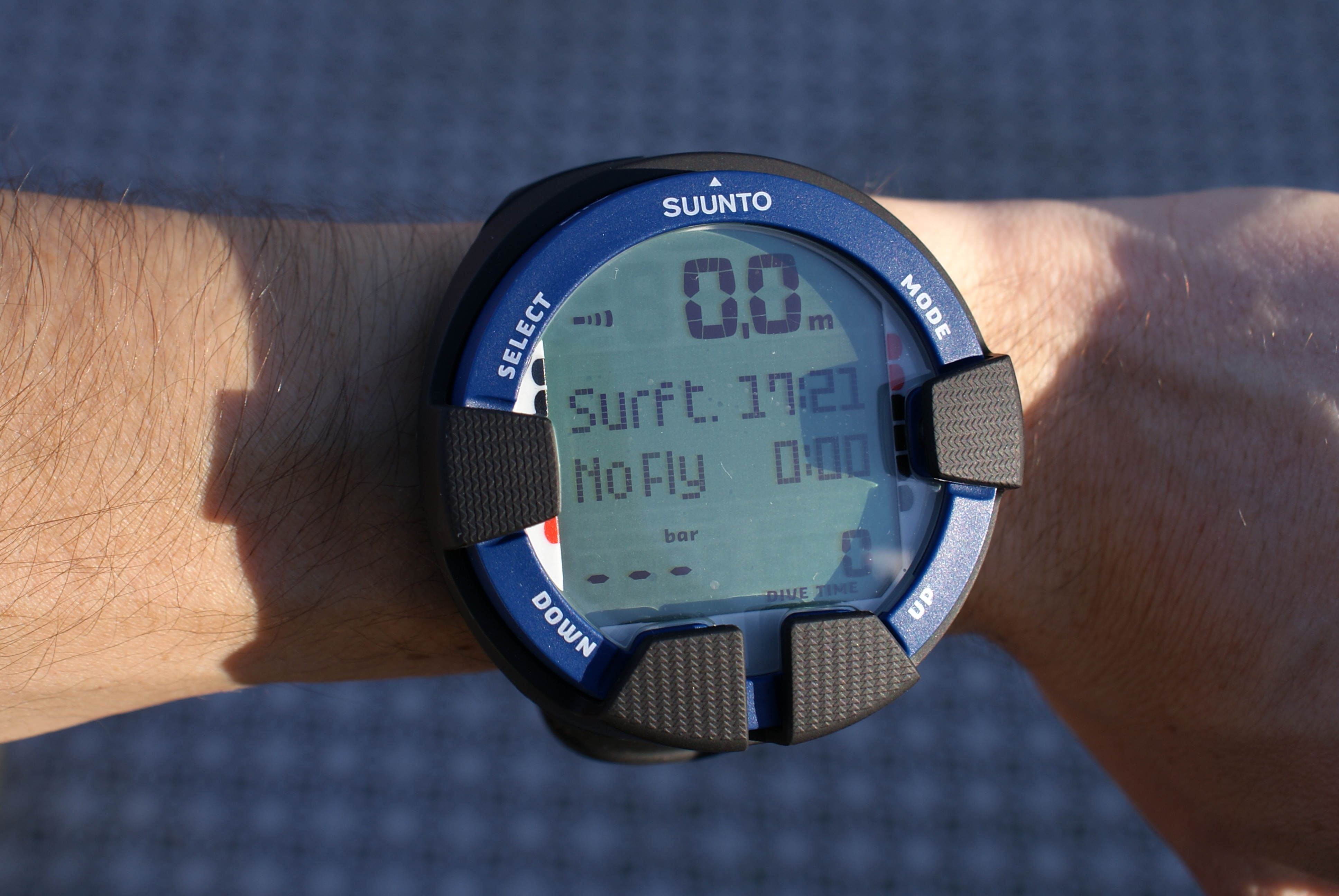
Moderner Tauchcomputer mit integriertem Tiefenmesser

## Tauchcomputer
In Tauchcomputern ist ein Tiefenmesser integriert, dessen Messwerte digitalisiert und zur Berechnung der aktuellen Nullzeit beziehungsweise Dekompressionszeit verwendet werden. Die Tauchtiefe wird zusammen mit den anderen Werten auf dem Display als Zahl angezeigt und vom Computer für die fortlaufende Simulation des Dekompressionsmodells aufgezeichnet. Tauchcomputer enthalten mehrheitlich einen piezoelektrischen Drucksensor. Selten werden auch kapazitive oder induktive Drucksensoren verbaut.